# コンバージョンレンズ

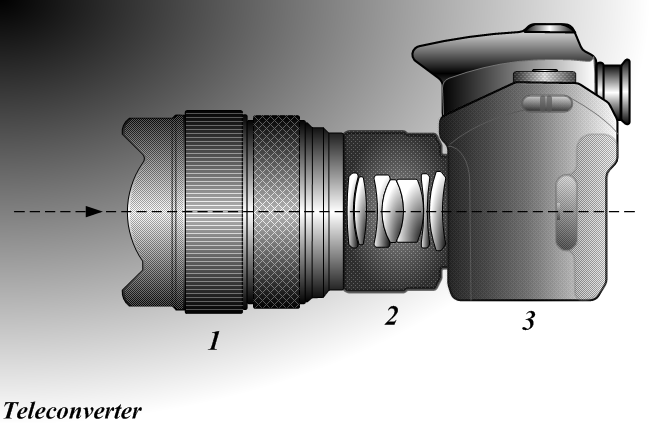
リアコンバージョンレンズ断面図（カメラとレンズの間に取り付ける）

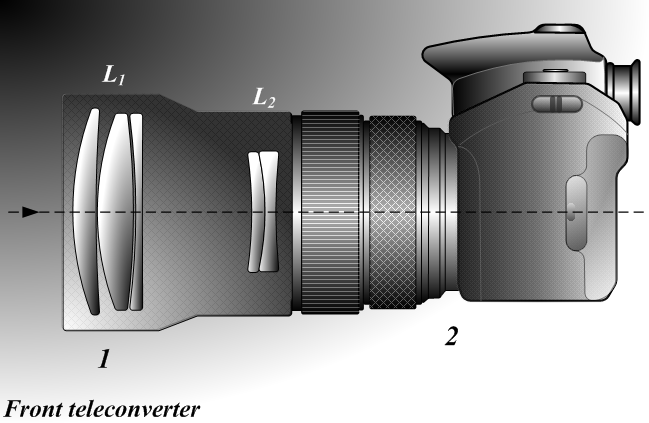
フロントコンバージョンレンズ断面図（レンズの前に装着）

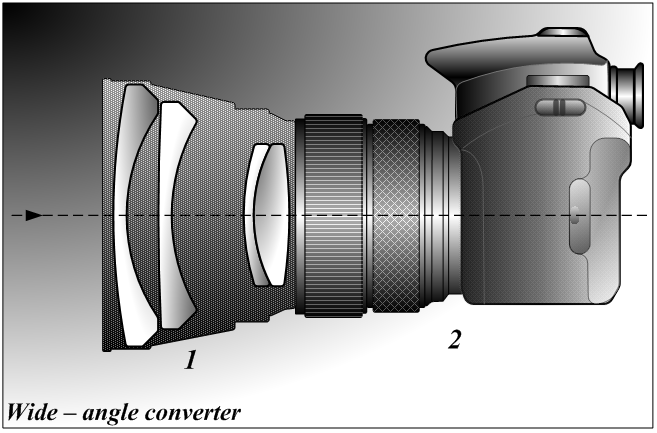
ワイドコンバージョンレンズ

コンバージョンレンズ（英語：Conversion Lens）は、カメラ、デジタルカメラ、ビデオカメラでの撮影において、レンズに装着することで、元のレンズの焦点距離よりも広角側もしくは望遠側で撮影できるようにするものである。コンバージョンレンズを使用しているときは、コンバージョンレンズに対して本来の撮影レンズをマスターレンズと呼ぶ。

## 分類

### 装着形態による分類

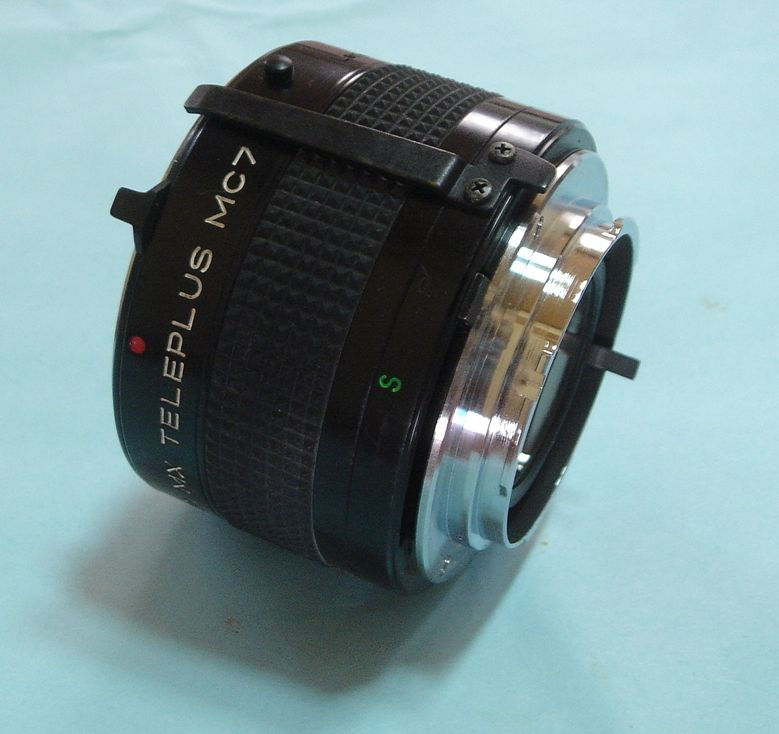
リアコンバージョンレンズ(カメラとレンズの間に取り付ける)

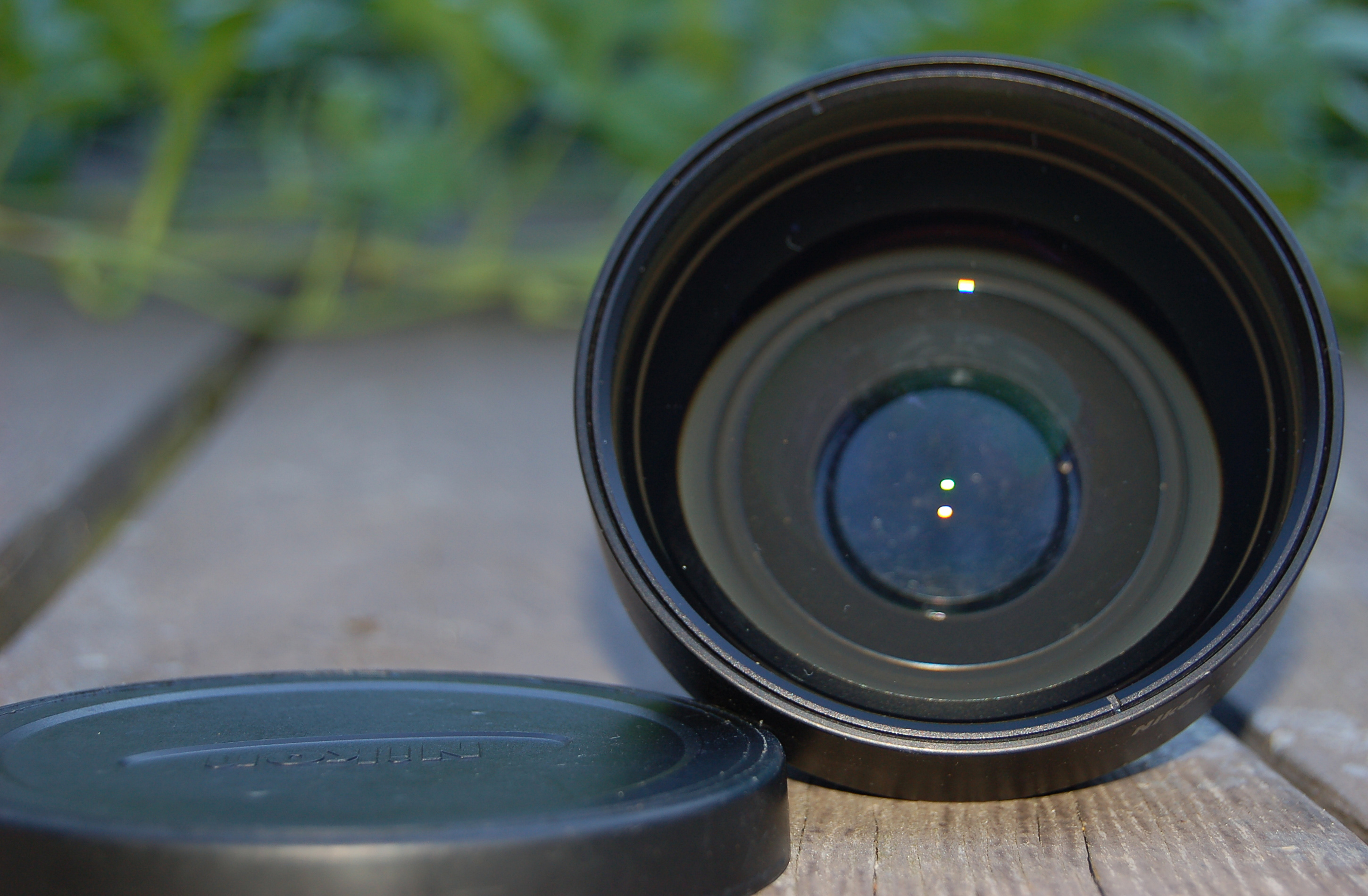
フロントコンバージョンレンズ（レンズ先端に取り付ける）

フロントコンバージョンレンズ（フロントコンバーター）
マスターレンズの先端部に装着する形式。ビデオカメラやコンパクトデジタルカメラなど、レンズ交換ができないカメラで使われる。フィルター枠に重量がかかるので最近の樹脂製レンズに使用した場合に耐久性が低いと鏡筒が折れることがある。
リアコンバージョンレンズ（リアコンバーター）
マスターレンズとカメラ本体の間のマウント部に装着する形式。一眼レフカメラなどレンズ交換可能なカメラで使われる。
一般的に、リアコンバージョンレンズのほうが画質に与える悪影響は少なく、設計も簡単で小型に出来るが、リアコンバージョンレンズではマスターレンズのイメージサークルを超える画角は原理上得られないためワイドコンバージョンレンズにはできない。
天体望遠鏡の分野では画角を広げてF値を落とす（明るくする）目的でレデューサーレンズ（縮小光学系）が存在するが、イメージサークルに十分な余裕がある望遠鏡に特化した光学系である。
広角レンズでほぼ唯一の広角リアコンバーターの実用化例ではリコーR1(1994年発売)があるが、やはりマスターレンズ（30 mm F3.5、4群4枚構成）のイメージサークルが限られているため広角コンバーターを挿入すると著しく周辺光量が低下し、あくまでもパノラマ撮影専用としている（パノラマモード時は24 mm F8となる）。

### 装着効果による分類
ワイドコンバージョンレンズ（ワイドコンバーター）
より広角側で撮影することが可能になる。略してワイコンとも呼ばれる。特殊な製品として、装着すると円周魚眼レンズになるものもある。
テレコンバージョンレンズ（テレコンバーター、エクステンダー）
より望遠側で撮影することが可能になる。略してテレコンとも呼ばれる。例えば100ミリのレンズに2倍のテレコンバーターを装着すると200ミリの望遠レンズとして使用できる。その代わり、フィルムやセンサーに届く光の量は少なくなる。特にリアコンバージョンレンズとして焦点距離を1.4倍（あるいは1.5倍）、2倍、3倍にする製品が普及しているが、1.4倍で1絞り分（F値は{\displaystyle {\sqrt {2}}}倍になる）、2倍で2絞り分（同2倍）、3倍で3絞り分（同2.8倍）レンズの明るさが低下する。このため、オートフォーカス一眼レフカメラ用のテレコンバーターレンズは特定の明るいレンズにのみ使用でき、それ以外のレンズに使用するとオートフォーカスが作動しなかったり、自動露出モードではまったく撮影が出来なくなる場合もある。

## 接写効果
マスターレンズにリアコンバージョンレンズのテレコンバータ（エクステンダー）を組み合わせた場合、マスターレンズの最短撮影距離を変化させることなく、マスターレンズの焦点距離にそのテレコンバータに表記の倍率を乗じた焦点距離で使用できるようになることからマクロ撮影性能が高まる。
一方、マスターレンズにフロントコンバージョンタイプのテレコンバージョンレンズを組み合わせた場合、最短撮影距離が長くなって最短撮影距離での撮影倍率が低くなる場合があり、期待するマクロ撮影の効果は得られない。なお、ワーキングディスタンス（カメラから被写体までの距離）を得るという面では有効である。